# Ptinus barberi
Ptinus barberi là một loài bọ cánh cứng trong họ Ptinidae. Loài này được Fisher miêu tả khoa học năm 1919.